# Wilfried Meyer (Chemiker)
 Wilfried Meyer (* 10. Dezember 1938 in Bad Lausick) ist ein deutscher Chemiker (Theoretische Chemie, Quantenchemie). Er war Hochschullehrer an der Johannes Gutenberg-Universität Mainz und der Universität Kaiserslautern.
Meyer studierte 1955 bis 1961 Physik an der Universität Leipzig (Diplom 1961), 1962 bis 1965 Philosophie an der Ludwig-Maximilians-Universität München, war 1967/68 wissenschaftlicher Mitarbeiter am Max-Planck-Institut für Physik und Astrophysik bei Heinzwerner Preuß, bei dem er 1968 promovierte und dem er 1969 als Assistent an die Universität Stuttgart folgte. 1973 habilitierte er sich in Stuttgart. 1973 wurde er Professor an der Universität Mainz und 1977 an der Universität Kaiserslautern, an der er 2007 emeritiert wurde.
1988 war er Gastprofessor an der University of Texas at Austin und 1991 Gastwissenschaftler am Joint Institute for Laboratory Astrophysics in Boulder.
Meyer befasst sich mit der Entwicklung quantenchemischer Methoden zur Behandlung der Elektronenkorrelation, inelastischer und reaktiver Wechselwirkung in Atom-Atom und Atom-Molekül-Stössen und Berechnung von Struktur und spektroskopischen Eigenschaften kleiner Moleküle und deren angeregten Zuständen.
Zu seinen Schülern gehört Hans-Joachim Werner.
1995 wurde er Mitglied der International Academy of Quantum Molecular Science.